# Episodi de Le avventure di Rin Tin Tin (quarta stagione)
La quarta stagione della serie televisiva Le avventure di Rin Tin Tin è stata trasmessa in anteprima negli Stati Uniti d'America dalla ABC tra il 20 settembre 1957 e il 18 aprile 1958.
| nº | Titolo originale                 | Titolo italiano    | Prima TV USA      | Prima TV Italia |
| -- | -------------------------------- | ------------------ | ----------------- | --------------- |
| 1  | Return to Fort Apache            |                    | 20 settembre 1957 |                 |
| 2  | The Courtship of Marshal Higgins |                    | 27 settembre 1957 |                 |
| 3  | Rusty's Reward                   |                    | 4 ottobre 1957    |                 |
| 4  | A Look of Eagles                 |                    | 11 ottobre 1957   |                 |
| 5  | The Last Navajo                  | L'ultimo Navajo    | 18 ottobre 1957   |                 |
| 6  | Mother O'Hara's Marriage         |                    | 25 ottobre 1957   |                 |
| 7  | Hostage of War Bonnet            |                    | 1º novembre 1957  |                 |
| 8  | Rodeo Clown                      |                    | 8 novembre 1957   |                 |
| 9  | Rusty's Strategy                 | Strategia vincente | 15 novembre 1957  |                 |
| 10 | Frontier Angel                   |                    | 22 novembre 1957  |                 |
| 11 | The Hunted                       |                    | 6 dicembre 1957   |                 |
| 12 | The White Chief                  |                    | 13 dicembre 1957  |                 |
| 13 | Boundary Busters                 |                    | 20 dicembre 1957  |                 |
| 14 | River Chase                      |                    | 10 gennaio 1958   |                 |
| 15 | Top Gun                          |                    | 24 gennaio 1958   |                 |
| 16 | Tomahawk Tubbs                   |                    | 7 febbraio 1958   |                 |
| 17 | The New C.O.                     |                    | 14 febbraio 1958  |                 |
| 18 | Pritikin's Predicament           |                    | 21 febbraio 1958  |                 |
| 19 | Rusty's Remedy                   |                    | 28 febbraio 1958  |                 |
| 20 | Spanish Gold                     |                    | 7 marzo 1958      |                 |
| 21 | Bitter Bounty                    |                    | 14 marzo 1958     |                 |
| 22 | Sorrowful Joe's Policy           |                    | 21 marzo 1958     |                 |
| 23 | Border Incident                  |                    | 28 marzo 1958     |                 |
| 24 | Wind-Wagon McClanahan            | Carro a vento      | 4 aprile 1958     | 7 dicembre 1969 |
| 25 | The Secret Weapon                |                    | 11 aprile 1958    |                 |
| 26 | Brave Bow                        |                    | 18 aprile 1958    |                 |